# Wapen van Nassogne

Het wapen van Nassogne sinds 1991.

Het Wapen van Nassogne is het heraldisch wapen van de Luxemburgse gemeente Nassogne. Het wapen werd op 18 december 1991 toegekend.

## Geschiedenis

Wapen van Gerard I van Durbuy.

Het wapen van Nassogne bestaat uit twee helften, waarvan de bovenste helft teruggaat op dat van Gerard I van Durbuy, die in 1274/1275 Nassogne kocht en een grote rol speelde in de lokale ontwikkeling, terwijl de onderste helft met een houten schoen/klomp verwijst naar de traditionele regionale schoenmakerij.

## Blazoen
Het huidige wapen heeft de volgende blazoenering:

Coupé, au I. d'argent à deux fasces d'azur au lion naissant de gueules brochant, armé, lampassé et couronné d'or, à un lambel à cinq pendants du même brochant sur le tout; au II. de gueules à un sabot d'or.
— Koninklijk Besluit van 18 december 1991.